# Nils Dahlin
Nils Dahlin, född 7 december 1731 i Sankt Petri församling i Malmö, död 4 november 1787 i Stockholm, var en svensk möbelsnickare.
Dahlin var son till borgaren Jonas Dahlin och bror till Cecilia Cleve. Dahlin blev snickarmästare i Stockholm 1761, arbetade först i rokokostil och utförde då möbler i såväl lack som med rika träinläggningar. Senare övergick han till den gustavianska stilen. Hans arbeten utmärks av en säker formgivning och ett stort tekniskt kunnande. Han var en av den gustavianska tidens ledande möbelkonstnärer med stora leveranser till hovet. 
Han var gift (1761) med Johanna Rosina Wulff. Efter hans död drevs hans verkstad av hans änka fram till 1803.
Dahlin finns representerad i Kungliga husgerådskammarens samlingar samt på Nordiska museet och Nationalmuseum. 

### Övriga källor
- Svensk uppslagsbok. Malmö 1931.